# Nữ thần thời trang
Nữ thần thời trang là một trò chơi di động được phát triển bởi Papergames và là phần tiếp theo của Ngôi Sao Thời Trang, được phát hành tại Trung Quốc vào ngày 6 tháng 8 năm 2019, phát hành tại Nhật Bản vào ngày 18 tháng 3 năm 2021, và phát hành trên trên toàn cầu vào ngày 5 tháng 7 năm 2021. Tại Việt Nam, trò chơi ra mắt vào ngày 24 tháng 10 năm 2023. Trò chơi cũng được phát hành tại Hàn Quốc vào ngày 29 tháng 10 năm 2020, nhưng đã bị ngừng phát hành vào ngày 6 tháng 12 năm 2020 do một số tranh cãi phát sinh xoay quanh nó.
Các phần loạt game Nikki's Story:
- Phần 1: A dressing story: Cuộc sống thường nhật của Nikki tại Trái Đất.
- Phần 2: World travelled: Chuyến du lịch vòng quanh Trái Đất của Nikki.
- Phần 3: Ngôi Sao Thời Trang: Nikki xuyên không tới Lục Địa Ảo Ảnh với nhiệm vụ thay đổi vận mệnh của thế giới.
- Phần 4: Nữ Thần Thời Trang: Sau khi nhiệm vụ thất bại, Nikki trở về quá khứ, làm lại từ đầu.
- Phần 5: Infinity Nikki: Nikki và Mumu dấn thân vào một cuộc phiêu lưu mới, thu thập trang phục, giải đố và khám phá những khu vực bí mật trong Lục Địa, với mong muốn chạm tay vào "trang phục huyền thoại đã cứu cả thế giới".

## Lối chơi
Nữ thần thời trang là một trò chơi thời trang được vận hành thông qua cơ chế phối đồ. Trong chế độ đối kháng, trò chơi chia phong cách trang phục thành năm thuộc tính chính: Ngọt ngào, Tươi mới, Thanh lịch, Gợi cảm và Cá tính. Người chơi cần lựa chọn những món đồ có chỉ số thuộc tính cao nhất để tăng Lực phối đồ (Styling Power) nhằm chiến thắng đối thủ. Sau khi hoàn tất việc chọn trang phục, người chơi sẽ tiếp tục lựa chọn Ảnh phản chiếu Nhà thiết kế (Designer’s Reflection) - đây là những hình ảnh đại diện cho các nhà thiết kế khác nhau, mỗi người sở hữu kỹ năng đặc biệt riêng. Sau bước này, phần thi đấu phối đồ sẽ bắt đầu. Hình ảnh Nikki trình diễn bộ trang phục đã chọn sẽ được hiển thị, và người chơi cần bấm đúng các nút tương ứng với từng món đồ đã chọn. Nếu không kịp bấm nút đúng thời gian quy định, người chơi sẽ không thể thao tác lại với món đồ đó.
Để tăng Lực phối đồ của Ảnh phản chiếu Nhà thiết kế, người chơi có thể vào khu vực Ark. Nếu muốn nâng cấp cấp độ của Ảnh phản chiếu, người chơi cần vào Xưởng đồng hồ - nơi có thể thu thập điểm kinh nghiệm tùy theo cấp độ hiện tại. Mỗi Ảnh phản chiếu có Số sao tương ứng với bậc xếp hạng, có thể tăng bằng cách sử dụng Chìa khóa ký ức - vật phẩm này được thu thập thông qua chế độ Neverfall.
Ảnh phản chiếu còn có thể tăng:
- Kỹ năng bị động: nâng cấp bằng Tinh thể trang phục (Outfit Crystals), kiếm được bằng cách phân rã các trang phục dư thừa mà người chơi đã sở hữu.
- Lời gọi phản chiếu: kỹ năng đặc biệt gắn liền với từng Ảnh phản chiếu, có thể nâng lên thông qua chính Ảnh phản chiếu đó.

Ngoài ra, người chơi còn có thể sử dụng Bản phối cảm hứng để tăng cường Ảnh phản chiếu. Khi sử dụng các Bản phối cảm hứng cùng bộ sưu tập sẽ tạo ra hiệu ứng cộng hưởng (resonance), giúp tăng hiệu quả mạnh hơn.
Lực phối đồ cũng có thể được tăng cường thông qua việc phát triển mối quan hệ giữa người chơi và Nikki, bằng cách xem các sự kiện trong mục "Nhà" (Home) và tặng quà cho Nikki. Tuy nhiên, để Nikki có thể sử dụng quà tặng, người chơi cần mua đồ ăn nhẹ cho cô ấy để tăng thể lực trước.
Để thu thập trang phục, người chơi có thể đến các khu vực sau:
- Apple Apparel: nơi người chơi có thể mua trang phục bằng Vàng (Gold) hoặc Đá quý hồng (Pink Gems).
- Gate of Heart (Cánh cổng Trái Tim): bao gồm hai khu vực: Sea of Fantasy: yêu cầu vé Fantasy Tickets hoặc Đá quý hồng để mở khóa. Sea of Mystery: cần vé Mystery Tickets hoặc Vàng để tham gia.
- Xưởng chế tạo (Workshop): người chơi phải thu thập nguyên liệu từ các màn chơi trong cốt truyện để chế tạo những món trang phục đặc biệt.[3]

## Phát triển
Lưu Tùng Vasiliy, giám đốc mỹ thuật của Papergames, cho rằng chất liệu vải là yếu tố quan trọng nhất trong trò chơi. Sau khi nghiên cứu các loại vải thật trong đời thực, đội ngũ đã sử dụng phần mềm Adobe Substance Designer để tái tạo kết cấu vải một cách kỹ thuật số. Theo họ, dù quá trình này tốn thời gian nhưng hoàn toàn xứng đáng với kết quả đạt được. Trong số các chất liệu, thêu phong cách Trung Hoa được xem là phần khó nhất để mô phỏng, bởi vì mức độ tinh xảo và chi tiết đặc biệt cao của nó.
Bro Seal, giám đốc nghệ thuật 2D của trò chơi, mô tả Nữ thần thời trang là một trò chơi sở hữu bộ sưu tập phong cách trang phục đồ sộ, và giải thích rằng mỗi bộ đồ đều đại diện cho ký ức và tâm huyết của nhân vật trong quá trình sáng tạo. Để tạo ra mỗi bộ đồ, nhóm phát triển phải xác định chủ đề, sau đó thuê nhiều họa sĩ minh họa để thiết kế các chi tiết cụ thể. Trong số đó, thiết kế tốt nhất sẽ được chọn để chuyển thành tranh minh họa 2D, rồi tiếp tục xử lý thành tài sản đồ họa. Bên cạnh việc tái hiện chi tiết trang phục, kết cấu vải và hoa văn trang trí cũng được bàn giao cho đội ngũ họa sĩ 3D để dựng mô hình. Nhằm ưu tiên cho tính sáng tạo, các họa sĩ được trao sự tự do tối đa trong thiết kế. Vì Nữ thần thời trang là trò chơi 3D đầu tiên mà đội ngũ phát triển thực hiện, nên quá trình tạo mô hình 3D ban đầu gặp nhiều khó khăn, thậm chí mất đến một năm để hoàn thành. Họ cũng chia sẻ rằng việc dựng mô hình cho các thiết kế trang phục là một thử thách lớn, và lấy bộ trang phục "Vượt Cung Phượng Hoàng" làm ví dụ - do độ tinh xảo và chi tiết phức tạp, họ buộc phải chia nhỏ tài nguyên thành nhiều lớp để có thể xử lý trong mô hình 3D.
Các hiệu ứng hoạt họa đã được thêm vào trò chơi nhằm mang đến cho Nikki - vốn trước đây chỉ là một nhân vật 2D - một sự sống động và chân thật hơn. Đội ngũ phát triển còn nghiên cứu kỹ lưỡng để đảm bảo rằng Nikki hành xử đúng với hình ảnh một cô gái 19 tuổi trong đời thực, từ đó giúp người chơi có thể hiểu được suy nghĩ và cảm xúc đằng sau mỗi hành động của cô ấy.
Các hoạt ảnh 3D trong game được tạo ra thông qua công nghệ bắt chuyển động kết hợp với hậu kỳ xử lý hình ảnh. Các diễn viên tham gia bắt chuyển động sẽ được cung cấp kịch bản và định hướng cơ bản về hành động cần thể hiện, tuy nhiên họ vẫn được tự do diễn giải và thể hiện động tác theo cách riêng để tạo ra cảm xúc chân thật nhất. Ban đầu, Papergames có đến 18 diễn viên đóng vai Nikki trong quá trình thử nghiệm, nhưng sau cùng họ chỉ chọn ra một nữ diễn viên duy nhất, người mà họ cho rằng đại diện hoàn hảo nhất cho khí chất và tinh thần của nhân vật Nikki.
Trò chơi được phát hành tại Nhật Bản vào ngày 18 tháng 3 năm 2021 và trên toàn cầu vào ngày 5 tháng 7 năm 2021.
Trò chơi đã hợp tác với Neon Genesis Evangelion, Cardcaptor Sakura,  Cinderella, Người đẹp và quái vật, Frozen và Sanrio thông qua việc sử dụng các nhân vật My Melody, Cinnamoroll, Kuromi và Pompompurin.

## Sự đón nhận
Nữ thần thời trang đã có hơn 100 triệu lượt tải xuống trên toàn thế giới.
TheGamer đánh giá Nữ thần thời trang là phiên bản vượt trội hơn so với người tiền nhiệm Ngôi sao thời trang, nhờ vào nhiều tính năng mới và giao diện người dùng được cải tiến. Tuy nhiên, TheGamer cũng đưa ra lời phê bình rằng trò chơi có quá nhiều loại tiền tệ khác nhau, gây rối cho người chơi. Hardcore Droid thì nhận xét rằng trò chơi khá "hào phóng" với các phần thưởng miễn phí, và mặc dù là game mobile có yếu tố nạp tiền nhiều, nhưng vẫn đem lại trải nghiệm dễ chịu và thú vị. 4Gamer.net cũng khen ngợi chất lượng chi tiết của trang phục trong trò chơi và cho rằng cốt truyện có chiều sâu và nghiêm túc hơn vẻ ngoài vui tươi của nó.

## Tranh cãi

### Đóng cửa máy chủ tại Hàn Quốc
Sau khi máy chủ Hàn Quốc của trò chơi được ra mắt, Papergames đã giới thiệu một số trang phục trong game có nguồn gốc văn hóa gây tranh cãi, làm bùng lên cuộc tranh luận về việc các thiết kế này lấy cảm hứng từ hanbok hay hán phục thời Minh. Cuộc tranh cãi này đã khiến cộng đồng người chơi Trung Quốc và Hàn Quốc đều tức giận, dẫn đến làn sóng rút lui hàng loạt của game thủ Trung Quốc Đại lục, bao gồm cả người chơi kỳ cựu và người chi nhiều tiền trong game. Kết quả là máy chủ Hàn Quốc bị đóng cửa vào ngày 6 tháng 11 năm 2020. Chính trị gia Hàn Quốc Lee Sang-heon đã chỉ trích Papergames, cho rằng công ty đã có hành vi thiếu đạo đức khi đổ lỗi và chỉ trích người dùng Hàn Quốc, đồng thời chấm dứt dịch vụ mà không có đền bù tài chính, vi phạm luật thương mại công bằng của Hàn Quốc.  

### Tranh cãi xoay quanh vật phẩm trò chơi
Vào ngày 14 tháng 10 năm 2019, phiên bản tiếng Trung của trò chơi đã có sự thay đổi liên quan đến phần thưởng của sự kiện chủ đề “Phong trào đặc vụ” ra mắt từ tháng 4 cùng năm. Cụ thể, mô hình của vật phẩm khẩu trang, một phụ kiện đặc biệt, đã bị chỉnh sửa. Trước khi cập nhật, khẩu trang có thể đeo bình thường, che phần nửa dưới khuôn mặt của nhân vật Nikki. Tuy nhiên, sau bản cập nhật, khẩu trang chỉ có thể treo trên tai phải, để lộ toàn bộ khuôn mặt. Phần mô tả vật phẩm cũng được sửa từ “kiểu dáng kinh điển của việc che mặt” thành “lấy cảm hứng từ hình ảnh các ngôi sao tại sân bay”.
Một số cư dân mạng cho rằng thay đổi này có liên quan đến việc chính quyền Hồng Kông ban hành “Quy định cấm che mặt” trong bối cảnh phong trào biểu tình đang diễn ra, và trò chơi buộc phải sửa đổi gấp. Một số người dùng đã phản đối động thái này, thậm chí tự thay ảnh đại diện trong game bằng những hình ảnh nhân vật Nikki che mặt và thêm khẩu hiệu của phong trào phản đối dẫn độ như “Quang phục Hồng Kông, cách mạng thời đại” vào phần giới thiệu cá nhân.
Đáp lại, nhiều người chơi từ Trung Quốc đại lục đã lên tiếng phản đối trên Weibo, kêu gọi “gặp những người chơi như vậy thì hãy báo cáo và chặn họ”, đồng thời để lại các bình luận như “đừng đem chính trị vào game” hay “đây không phải nơi để các người làm loạn vì Hồng Kông độc lập”.
Trước làn sóng tranh cãi, nhà phát triển trò chơi phản hồi rằng đây là “thiết lập của bản gốc”, nhằm “duy trì môi trường trò chơi lành mạnh, hài hòa” và “bảo vệ hình ảnh cá nhân của Nikki”. Ngoài ra, hệ thống cũng bắt đầu chặn người chơi nhập các từ ngữ nhạy cảm như “quang phục”, “cách mạng thời đại”, “giải phóng”... trong phần giới thiệu cá nhân.

## Phần tiếp theo
Phần tiếp theo của trò chơi, Infinity Nikki, đã được công bố vào ngày 29 tháng 11 năm 2022. Trò chơi được phát hành vào ngày 4 tháng 12 năm 2024 tại Bắc Mỹ và ngày 5 tháng 12 năm 2024 tại Vương quốc Anh, Châu Âu, Nhật Bản và Úc.